# آب‌انبار حاج حسینعلی سزاور
آب‌انبار حاج حسینعلی سزاور مربوط به ۱۳۷۵ هجری قمری است و در شهرستان قم، بخش مرکزی، شهر قم، شهر قائم واقع شده است. این اثر در تاریخ ۱۶ اسفند ۱۳۸۴ با شماره ثبت ۱۴۷۸۳ به عنوان یکی از آثار ملی ایران به ثبت رسیده است.